# Communauté de communes Les Deux Rives de la région de Saint-Vallier
La communauté de communes Les Deux Rives de la Région de Saint-Vallier est une ancienne communauté de communes et interdépartementale française, située dans les départements de la Drôme et de l'Ardèche, en région Rhône-Alpes.

## Composition
Elle était composée de 8 communes :
| Nom                      | Code Insee | Gentilé             | Superficie (km2) | Population (dernière pop. légale) | Densité (hab./km2) |
| ------------------------ | ---------- | ------------------- | ---------------- | --------------------------------- | ------------------ |
| Saint-Vallier (siège)    | 26333      | Saint Vallierois    | 5,42             | 3 966 (2014)                      | 732                |
| Arras-sur-Rhône          | 07015      | Arrageois           | 5,89             | 513 (2014)                        | 87                 |
| Eclassan                 | 07084      | Eclassanais         | 15,93            | 982 (2014)                        | 62                 |
| Laveyron                 | 26160      | Laveyronnais        | 5,32             | 1 125 (2014)                      | 211                |
| Ozon                     | 07169      | Ozonnais            | 8,32             | 398 (2014)                        | 48                 |
| Ponsas                   | 26247      | Ponsardiers         | 2,71             | 532 (2014)                        | 196                |
| Saint-Barthélemy-de-Vals | 26295      | Saint-Barthélémiens | 20,27            | 1 858 (2014)                      | 92                 |
| Sarras                   | 07308      | Sarrassois          | 11,65            | 2 095 (2014)                      | 180                |

## Compétences
- Aménagement de l'espace
- Développement économique
- Enfance, petite enfance et jeunesse
- Assainissement
- Collecte et traitement des ordures ménagères
- gestion d'équipements sportifs

## Historique
Le district Les Deux Rives a été créé en décembre 1991, déjà en tant que structure interdépartementale ; il regroupait les quatre communes de Saint-Vallier, Ponsas et Laveyron dans la Drôme (Drôme) et de Sarras dans l’Ardèche (Ardèche).
En décembre 1992, les communes de Arras-sur-Rhône (Ardèche) et Saint-Barthélemy-de-Vals (Drôme) adhèrent au district, suivie en 1996 par la commune d’Ozon (Ardèche).
En décembre 1999, le district se transforme en communauté de communes et adopte la taxe professionnelle unique.
En 2002 la commune d'Eclassan devient la 8e commune adhérente.
Au 1er janvier 2014 la communauté de communes Les Deux Rives a fusionné avec les 3 communautés de communes de la Galaure, des Quatre Collines et Rhône-Valloire, pour former la nouvelle communauté de communes Porte de DrômArdèche.

## Administration
| Période       | Période       | Identité      | Étiquette | Qualité                |
| ------------- | ------------- | ------------- | --------- | ---------------------- |
| décembre 1991 | 2003          | Louis Bombrun |           | Maire de Saint-Vallier |
| 2003          | décembre 2013 | M. Alloua     |           |                        |

## Démographie
| 1968  | 1975   | 1982  | 1990   | 1999   | 2006   | 2011   |
| ----- | ------ | ----- | ------ | ------ | ------ | ------ |
| 9 814 | 10 118 | 9 700 | 10 073 | 10 376 | 10 713 | 11 355 |

## Sources
- BANATIC : Base Nationale de l'Intercommunalité
- Splaf
- Base ASPIC